# مارتن تورب
مارتن تورب (بالنرويجية البوكمول: Martin Torp)‏ هو لاعب كرة قدم نرويجي في مركز الوسط، ولد في 3 مارس 1992 في النرويج. شارك مع منتخب النرويج تحت 18 سنة لكرة القدم ومنتخب النرويج تحت 19 سنة لكرة القدم. أما مع النوادي، فقد لعب مع نادي ساندفيورد.

## وصلات خارجية
- مارتن تورب على موقع اتحاد النرويج (النرويجية)
- مارتن تورب على موقع قاعدة بيانات كرة القدم.إي يو (الإنجليزية)
- مارتن تورب على موقع Soccerway.com (الإنجليزية)